# Даль, Лев Владимирович
Лев Влади́мирович Даль (Лев-Арслан-Василий Даль; 11 [23] июня 1834, Оренбург — 21 марта [2 апреля] 1878, Москва) — русский архитектор и историк, основоположник научно-прагматического направления в эклектическом «русском стиле» 1870-х годов, исследователь русского деревянного зодчества; сын писателя и лингвиста Владимира Даля. Автор проектов нового ярмарочного собора и церкви святых Космы и Дамиана в Нижнем Новгороде. Академик Императорской Академии художеств (с 1865).

## Биография
Родился в Оренбурге; старший сын писателя и лингвиста Владимира Даля и его первой жены Юлии Егоровны (урождённой Андре; 1816–1838). Был крещён по лютеранскому обряду при восприемничестве оренбургского военного губернатора Василия Перовского, под шефством которого старший Даль служил в качестве чиновника по особым поручениям. 
Получил домашнее воспитание под руководством отца. Поступил в Императорскую Академию художеств, но, не доучившись, вступил в Стрелковый полк Императорской фамилии. Выдержав юнкерский экзамен, с декабря 1855 года по апрель 1856 года, находился в войсках действующей армии. Отслужив два года, Даль, в чине поручика, в 1857 году, вышел в отставку с целью окончания академического курса по архитектуре. Окончил Академию художеств в 1859 году. Выполнив несколько удачных проектов, был награждён золотыми и серебряными медалями Академии. В 1860 году, Даль за казённый счёт был отправлен за границу для дальнейшего усовершенствования. Во время учёбы за границей, занимался реставрацией хорошо сохранившихся бань в Помпеях. Данная работа, оконченная в 1862 году, принесла Далю в 1866 году звание академика архитектуры Академии художеств.
Осенью 1862 года Даль прибыл в Париж и слушал здесь лекции в консерватории искусств и в школе изящных искусств, одновременно работая в Луврском музее и в Клюни. Весною 1863 года изучал средневековое искусство, осматривая европейские памятники XI—XV веков. Работал в Неаполе над неоконченным проектом различных построек для минеральных вод. В 1864 году находился в археологической поездке по Московской и Нижегородской губерниям, где впервые познакомился с памятниками русского зодчества. Летом 1865 года Даль снова был за границей, участвуя в конкурсе на реставрацию флорентийского собора Санта-Мария-дель-Фьоре.
Вернувшись в Россию, уже в звании академика, Даль в 1866 году поступил на службу губернским архитектором в Нижний Новгород (его официальная должность на тот момент — «внештатный техник строительного отделения Нижегородского губернского правления»). Ряд работ по проектам Даля осуществлял в Нижнем Новгороде архитектор Р. Я. Килевейн. В конце 1866 года Лев Даль вместе с фотографом Андреем Карелиным открыли первую в Нижнем Новгороде Художественную общедоступную школу в нескольких комнатах губернаторского дома-дворца в Нижегородском кремле. Даль первые несколько лет существования школы преподавал рисование.
Будучи членом строительного совета при московской городской управе выработал проект для здания музея древностей. Также состоял архитектором при Румянцевском музее. Работал преподавателем в Московском училище живописи, ваяния и зодчества. Член Московского архитектурного общества с 1868 года. С 1 июня 1873 года, по Высочайшему повелению, был прикомандирован к академии художеств в качестве сверхштатного адъюнкт-профессора, а в 1875 году назначен сверхштатным младшим помощником главного архитектора по постройке московского храма Христа Спасителя. В 1875–1877 годах, в звании сверхштатный адъюнкт-профессор, по поручению академии путешествовал в сопровождении двух её учеников по России для изучения памятников старинного русского зодчества в поволжских местах и Олонецкой губернии.
Скончался весной 1878 года в Москве. Похоронен на Ваганьковском кладбище рядом с отцом (16 уч.).

## Проекты
По мнению Андрея Сомова (в персоналии «Брокгауза — Ефрона», 1893), главные из произведенных им построек:
- Александро-Невский Новоярмарочный собор в Нижнем Новгороде (1868—1881 гг.)
- церковь святых Космы и Дамиана в Нижнем Новгороде (1872—1890 гг., разрушена советской властью в 1930—1940 гг.)
- памятник гражданину Минину в Нижнем Новгороде (надгробие в Спасо-Преображенском соборе Нижегородского кремля).

- Собор во имя князя Александра Невского
- Церковь святых Космы и Дамиана
- Гробница Козьмы Минина в Спасо-Преображенском соборе Нижегородского кремля

## Награды
- 1854 — малая серебряная медаль.
- 1854 — большая серебряная медаль.
- 1857 — бронзовая медаль «В память войны 1853—1856 годов»[11]
- 1858 — малая золотая медаль, за проект римско-католического собора с домом призрения.
- 1859 — большая золотая медаль, по конкурсу за проект роскошных бань.

## Письменные труды
- «Сохранение древнерусских памятников» («Зодчий», 1874 № 12);
- «Кадила» («Зодчий», 1874 № 1—2);
- «Обзор русского орнамента» («Зодчий», 1876 г. № 7, 9—12, 1877 г. № 9—10);
- «Историческое исследование памятников русского зодчества» («Зодчий», 1872 г. № 2, 5, 7; 1873 г. № 1, 5, 11, 12);
- «Материалы для истории русского гражданского зодчества» («Зодчий», 1874 г. № 3, 7);
- «Трехглавые церкви» («Зодчий», 1874 г. № 11);
- «Древние деревянные церкви в России» («Зодчий», 1875 г. № 6);
- «Назначение голосников» («Зодчий», 1875 г. № 7—8)
- «Московские древности. Звенигородский Усненский собор», «Ростовские изразцы» («Вестник Общества древнерусского искусства», 1874—1876 гг., отд. IV);
- «По вопросу об архитектуре XII в. в Суздальском княжестве» («Труды первого археологического съезда в Москве», т. I);
- «Заметка о медных гривнах в XII в.» («Трудах Московского Археологичского Общества», т. 4)
- и др.